# Ворохта Алла Іванівна
Алла Іванівна Ворохта (нар. 13 грудня 1946 -  пом. 17 лютого 2025, м. Одеса, Одеська область) —  українська художниця,  педагогиня працювала в галузі графіки, книжкової ілюстрації, живопису, декоративно-прикладного мистецтва (макраме, нітяк, авторська лялька, батік, художній роспис).

## Біографія
А. І. Ворохта народилася 13 грудня 1947 року в м. Одеса. Навчалася в художній школі у Миколи Зайцева. У 1971 році закінчила художньо-графічний факультет Одеського педагогічного  інституту ім. К. Д. Ушинського. Педагог з фаху — В. Єфименко.
Понад 50 років викладала в Одеському педагогічному інституті ім. К.Д. Ушинського та художньому училищі ім. Грекова. Учнями Алли Іванівни Ворохти є відомі українські художники Олександр Білозор, Іван Шишман, Наталія Аксьонова, Віктор Кореньок, Сергій Ткаченко, Сергій Папроцький, Наталія Попова, Галина Караман та інші.
Членкиня Спілки художників України від 2008 року. Дружина Заслуженого художника України Миколи Івановича Ворохти.

### Творчість
Алла Іванівна Ворохта була неодноразовим учасником престижних міжнародних виставок, в тому числі міжнародних бієналє графіки у Пльзені (2012) , Скоп'є (2018) , XII Флорентийському бієналє (2019) . Творчі роботи мисткіні знаходяться у колекціях вітчизняних музеїв,  приватних зібраннях в Україні та 67 країн світу. 
Графічні роботи Алли Ворохти мають витончену лінію, з характерною для майстрині складної градацією чорного і білого, дивовижною бархатистістю фактури малюнка. Її графіка дуже поетична, кожна робота наповнена точно знайденою пластичною ідеєю. Художниця працювала у всіх графічних техніках, однаково добре їй вдавалися офорти, малюнки пером, срібним та графітовим олівцем, сепією і сангіною, роботи пастеллю, гуашшю та аквареллю. Їй було тісно в рамках одного жанру, свідчення тому - прекрасні живописні роботи, витончені панно, виконані в техніці макраме, авторські ляльки, батик, художній розпис.

##### Основні твори
- тетраптих «Легенда Карпат» (1971)
- «Зимова казка» (1973)
- "Мамини маки" (1977)
- серія ілюстрацій до твору Ю. Олеші "Три товстуни" (1975-1977)

- "Осінній натюрморт" (1987)
- "Натюрморт з фотоапаратом" (1989)

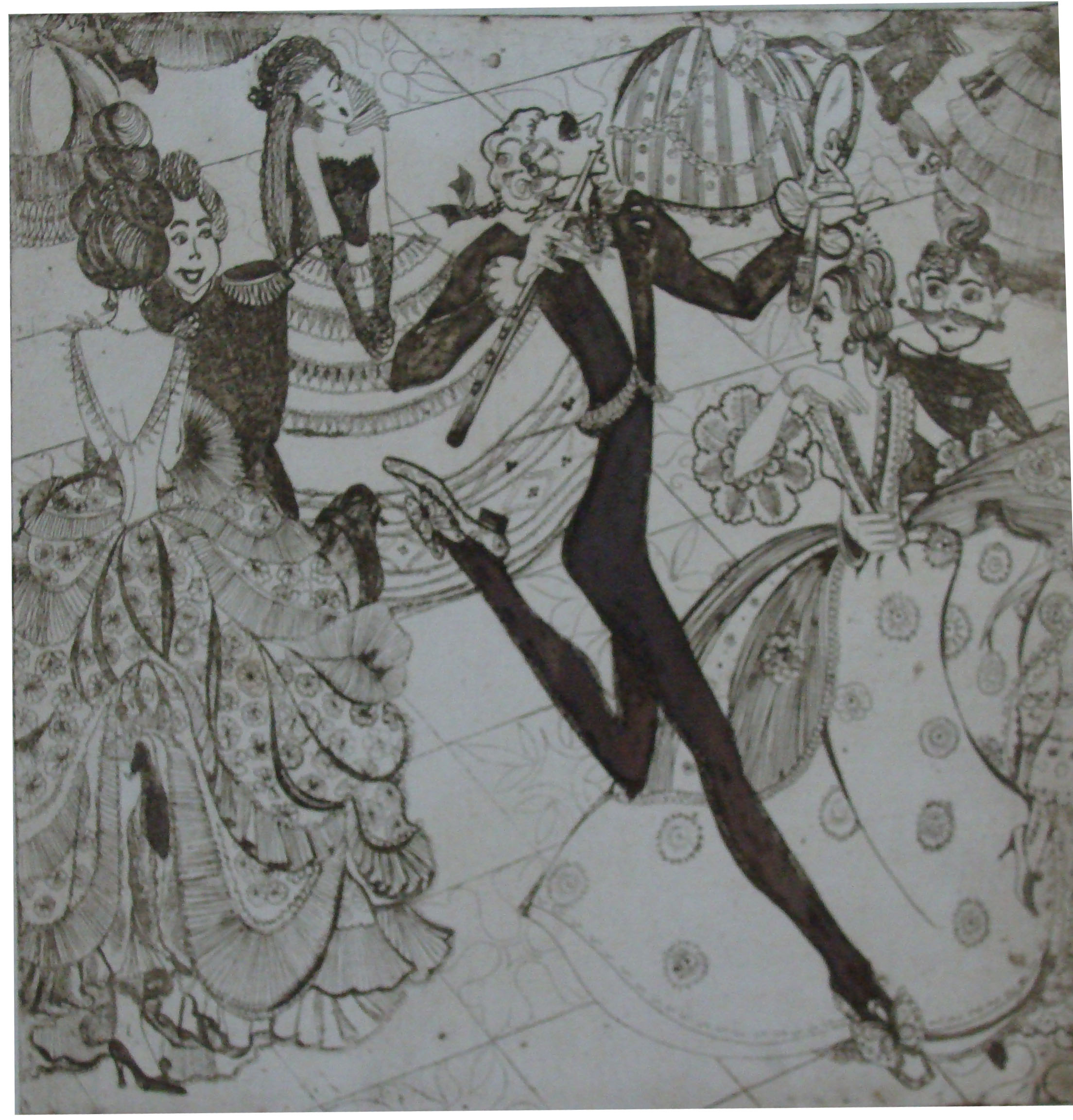
Вчитель танців Раздватрис. (ілюстрація до казки Ю. Олеші «Три товстуни»). Офорт. 20х20, 1977 (у фондах Літературного музею, м. Одеса)

- серія ілюстрацій до творів М. Гоголя (1994-2020)
- макраме "Лісова галявина" (1989)
- макраме "Казкове дерево" (1990)
- макраме "Абажур" (1988)
- серія "Східний календар" (2008)
- "Ностальгія" (2010), робота експонувалася на бієналє графіки (Пльзень, 2012)
- "Тягар пристрастей людських", робота експонувалася на ХІІ Флорентийському бієналє  (Флоренція, 2019)
- "Ірій. Шлях у небо" (2014)
- "Memento" (2020)

##### Основні виставки
- Виставка «Verweille doch!» музей образотворчих мистецтв ім. О. М. Білого, м. Іллічівськ, 2010;
- Бієналє графіки,  м. Пльзєнь, Чехія, 2010
- Виставка «Мрії та спогади», м. Мукачево — м. Одеса, 2012
- Виставка "Urbi & Orbi", м. Одеса, 2013
- Виставка «E pluribus unum",палац Потоцьких, м. Львів, 2016
- Виставка "Мить довжиною у життя", м. Одеса, 2016
- Бієналє графіки, м. Скоп'є, Північна Македонія, 2018
- Виставка "Linea tenera et aspera", м. Одеса, 2019
- XII Флорентийське бієналє, м. Флоренція, Італія, 2019
- Виставка "Лінія життя", м. Одеса, 2021-2022